# 滨湖勒布尔歇
滨湖勒布尔歇（法語：Le Bourget-du-Lac，法語發音：[lə buʁʒɛ dy lak]）是法国萨瓦省的一个市镇，位于布尔歇湖畔，属于尚贝里区。

## 地理
滨湖勒布尔歇（45°38'54"N, 5°51'35"E）面积20.05 平方千米，位于法国奥弗涅-罗讷-阿尔卑斯大区萨瓦省，该省份为法国东部省份，历史上为薩伏依的一部分，北起上萨瓦省，西接伊泽尔省和安省，南部和东部与上阿尔卑斯省和意大利接壤。
与滨湖勒布尔歇接壤的市镇（或旧市镇、城区）包括：布尔多、拉莫特塞沃莱克斯、圣保罗叙耶讷、特雷塞尔沃、韦尔特梅克斯、滨湖维维耶、沃格朗。

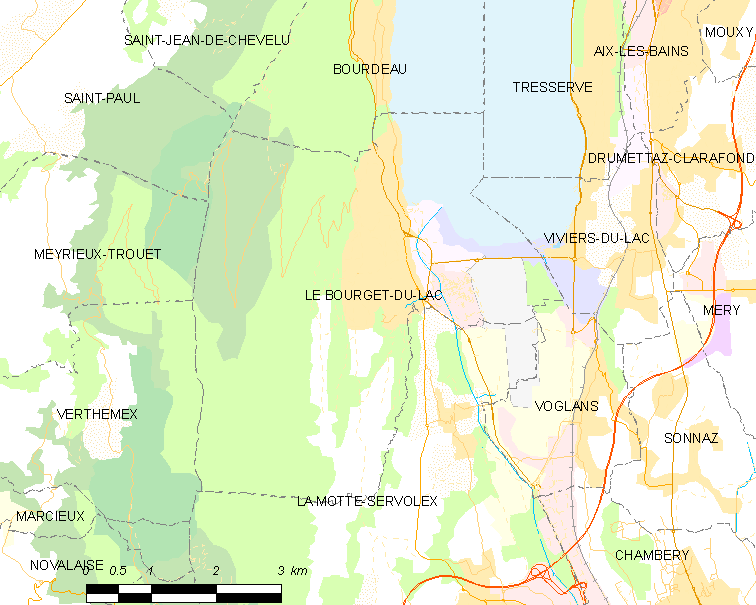
滨湖勒布尔歇的OSM定位图

滨湖勒布尔歇的时区为UTC+01:00、UTC+02:00（夏令时）。

## 行政
滨湖勒布尔歇的邮政编码为73370，INSEE市镇编码为73051。

## 政治
滨湖勒布尔歇所属的省级选区为拉莫特塞沃莱克斯县。

## 人口

1962-2008年间滨湖勒布尔歇人口变化图示

滨湖勒布尔歇于2022年1月1日时的人口数量为5077人。